# إزرع
إزرع هي مدينة سورية تابعة لمحافظة درعا، تقع جنوب العاصمة دمشق بحوالي 70 كم يحدها من الغرب مدينة الشيخ مسكين.
ينسب إليها العالم الجليل ابن قيم الجوزية الزرعي. تشتهر بالزراعة وتربية المواشي. ويشتهر أهلها بالشجاعة وسلسلة من حركات النضال والكفاح.

## الآثار
في إزرع مباني أثرية قديمة مثل كنيسة القديس مارجرجس.

## الدين
ينقسم أهالي إزرع إلى ديانتين[ ؟ ] سماويتين، المسيحية والإسلام.